# Station Czyżew
Station Czyżew is een spoorwegstation in de Poolse plaats Czyżew-Stacja.